# Прунела
Прунела је насеље у Италији у округу Ређо ди Калабрија, региону Калабрија.
Према процени из 2011. у насељу је живело 657 становника. Насеље се налази на надморској висини од 91 м.